# Digna Collazo
María Digna Collazo y del Castillo foi uma parteira, ensaísta, editora, sufragista e ativista feminista cubana. Collazo foi uma das arquitetas da campanha de sufrágio feminino de Cuba na década de 1910, junto com Amalia Mallén e Aída Peláez de Villa Urrutia. Para tanto, participou na fundação das primeiras organizações que tinham como objetivo permitir o voto feminino no seu país, como as Sufragistas Cubanas (1912) e o Partido Nacional Sufragista (1913) – do qual foi vice-presidente. Além disso, junto com Carmen Velacoracho de Lara, fundou o Partido Feminista em 1918.
Collazo foi também a primeira presidente da emergente Associação de Parteiras de Cuba em 1889, entidade que viabilizou o licenciamento compulsório desse tipo de profissional.
Foi também editora-chefe da revista El Amigo (1900) e diretora do periódico El Sufragista (1913).